# Wilkowyja (powiat jarociński)
Wilkowyja – wieś sołecka w Polsce położona w województwie wielkopolskim, w powiecie jarocińskim, w gminie Jarocin. W latach 1975–1998 miejscowość należała administracyjnie do województwa kaliskiego. 

## Historia
Powstanie wsi datuje się na 1243. We wsi, na lewym brzegu Lutyni, znajduje się nieczynny drewniany młyn wodny, który opisał Jarosław Iwaszkiewicz w opowiadaniu Młyn nad Lutynią (1946). Wilkowyja była w średniowieczu grodem kasztelańskim. W XIV-XV w. była własnością Zarembów Żerkowskich i wchodziła w skład dóbr radlińskich. W 2 poł. XV w. wieś była własnością Łodziów Bnińskich, a następnie Radlińskich, Opalińskich i Włoszakowickich. Ostatnim z Opalińskich był Piotr, wojewoda łęczycki, starosta międzyrzecki. Jego córka Ludwika w 1700 r. poślubiła Jana Kazimierza Sapiehę. Zadłużone dobra koźmińskie i radlińskie przeszły w 1791 r. w ręce hrabiego Adolfa Kalkreutha. Od rządu pruskiego odkupił je w 1840 r. szambelan króla pruskiego Władysław Radoliński. Jemu to zawdzięczamy budowę neogotyckiego kościoła w 1855 roku w miejscu istniejącego wcześniej drewnianego. 

## Kościół i parafia
W centrum wsi, na skrzyżowaniu dróg wznosi się neogotycki kościół św. Wojciecha. Na fasadzie wieży herb Leszczyc (Bróg) Radolińskich - fundatorów kościoła i data budowy - 1855.
Parafia w Wilkowyja jest uważana za jedną z najstarszych w Wielkopolsce. Świadczy o tym choćby patronat św. Wojciecha, a kościoły poświęcone Wojciechowi należą do najstarszych. Pierwotny budynek sakralny zapewne drewniany, został wzniesiony w XI, najpóźniej w XII wieku. Co do tego panuje zgoda wśród historyków. Natomiast jest rzeczą wątpliwą, iż istniała tutaj kaplica już w końcu X, w której rzekomo miał Wojciech odprawiać mszę św. Należy to raczej do legendy. Z drugiej strony jest prawdopodobne, że przyszły święty podążał do Gniezna starym szlakiem Śląsk - Pomorze, a ten wiódł przez Wilkowyję. Pierwsza pewna informacja o kościele w Wilkowyi pochodzi z 1276 roku. Wypada jeszcze wspomnieć, że obecną murowaną świątynie wznosił w połowie XIX wieku hr. Władysław Radoliński, a konsekrował w 1892 roku biskup poznański Edward Likowski.
W czasie II wojny światowej Niemcy zamknęli kościół dla wiernych. Kościół został okradziony wraz z dzwonami. Do parafii należy także miejscowość Tarce, w której znajduje się kaplica filialna p.w. Miłosierdzia Bożego. Parafię obecnie zamieszkuje 3250 osób. 

## Wieś
Sama miejscowość jest znacznie starsza od parafii. Najwcześniejsze ślady osadnictwa pochodzą z okresu kultury łużyckiej (1200 - 400 p.n.e). Prawdopodobnie pierwotnie zasiedlone były tereny wyżej położone, dopiero w późniejszym czasie osadnictwo przeniosło się w dół, w dolinę Lutyni. Lutynia pojawia się w dokumentach przywileju wydanym w 1299 roku przez Władysława Łokietka, w którym władca ogłasza sprzedanie Słupi. 
Na początku listopada 1939 roku, czyli w początkowym okresie wojny zawiązała się 5-osobowa grupa konspiracyjna. W jej skład weszli pochodzący z Wilkowyi Stefan Bugaj ps. 'Marcin', Franciszek Wieruszewski, Antoni Rybka, Józef Zygmunt i Franciszek Rzepczyk. Po pewnym czasie dołączył do tzw. piątki Stefan Zygmunt składając jak pozostali przysięgę dotyczącą dotrzymania obietnicy. W lasach tarzeckich w obrębie miejscowości Wilkowyja-Kadziak-Łuszczanów ukryli radio, karabin maszynowy, kilka pistoletów i amunicję. W roku 1941 przełożonym grupy został Franciszek Lubiatowski "Andrzej". 